# سهنون عنكبوتي
سُهْنُون عنكبوتي أو تَرْخون عنكبوتي سمكة بحرية من جنس السهنون، فصيلة الطرخين، رتبة فرخيات ، وفئة شعاعيات الزعانف. أعطانها المحيط الهندي والبحر الأحمر. جسمها شبه إهليلي يطول من 20 إلى 30 سم. ثوبها إلى الحنطي الأسمر يعلوه تجذيع أزرق في الظهر وتسنيج معترض أصفر في الجانبين، بطنها إلى الغبرة العاجية. رأسها معترض القفن غليظ الشكل واسع الشدق الجالس. مناخس زعانفها الظهرية الأولى والسقطية مسمّة. لحمها متوسط الصنف مأكول.